# Idol (Film)
Idol (Originaltitel: Usang) ist ein Thriller des südkoreanischen Regisseurs Lee Su-jin aus dem Jahr 2019. In den Hauptrollen sind Han Suk-kyu, Sol Kyung-gu und Chun Woo-hee zu sehen. Der Film feierte Weltpremiere auf der Berlinale 2019.

## Handlung
Koo Myung-hui ist Politiker und eine Wahl steht kurz bevor. Eines Nachts trifft er seine Frau in der Garage an, die in Panik das Auto ihres Sohnes Johan reinigt. Dieser hat kurz zuvor jemanden überfahren und die Leiche mitgebracht. Myung-hui überredet Johan, sich zu stellen. Den Leichnam des Opfers, das sich als der kognitiv beeinträchtigte Bu-nam erweist, platziert er wieder an der Straße. Das ganze Leben von Bu-nams Vater Joong-sik war auf dessen Pflege ausgerichtet. Bald stellt sich heraus, dass es mit der illegalen Einwanderin Reon-hwa eine Zeugin gibt. Doch sie verschwindet spurlos. Sowohl Myung-hui als auch Joong-sik sind auf der Suche nach ihr.

## Rezeption
Idol lief am 20. März 2019 in den südkoreanischen Kinos an und erreichte 183.784 Kinobesucher.
Im Januar 2022 streamte MUBI den Film im Rahmen einer Reihe mit neueren südkoreanischen Filmen.

## Auszeichnungen
Fantasia International Film Festival 2019
- Auszeichnung mit dem Cheval Noir Award für den Besten Film
- Auszeichnung in der Kategorie Bester Hauptdarsteller für Han Suk-kyu und Sol Kyung-gu

## Galerie

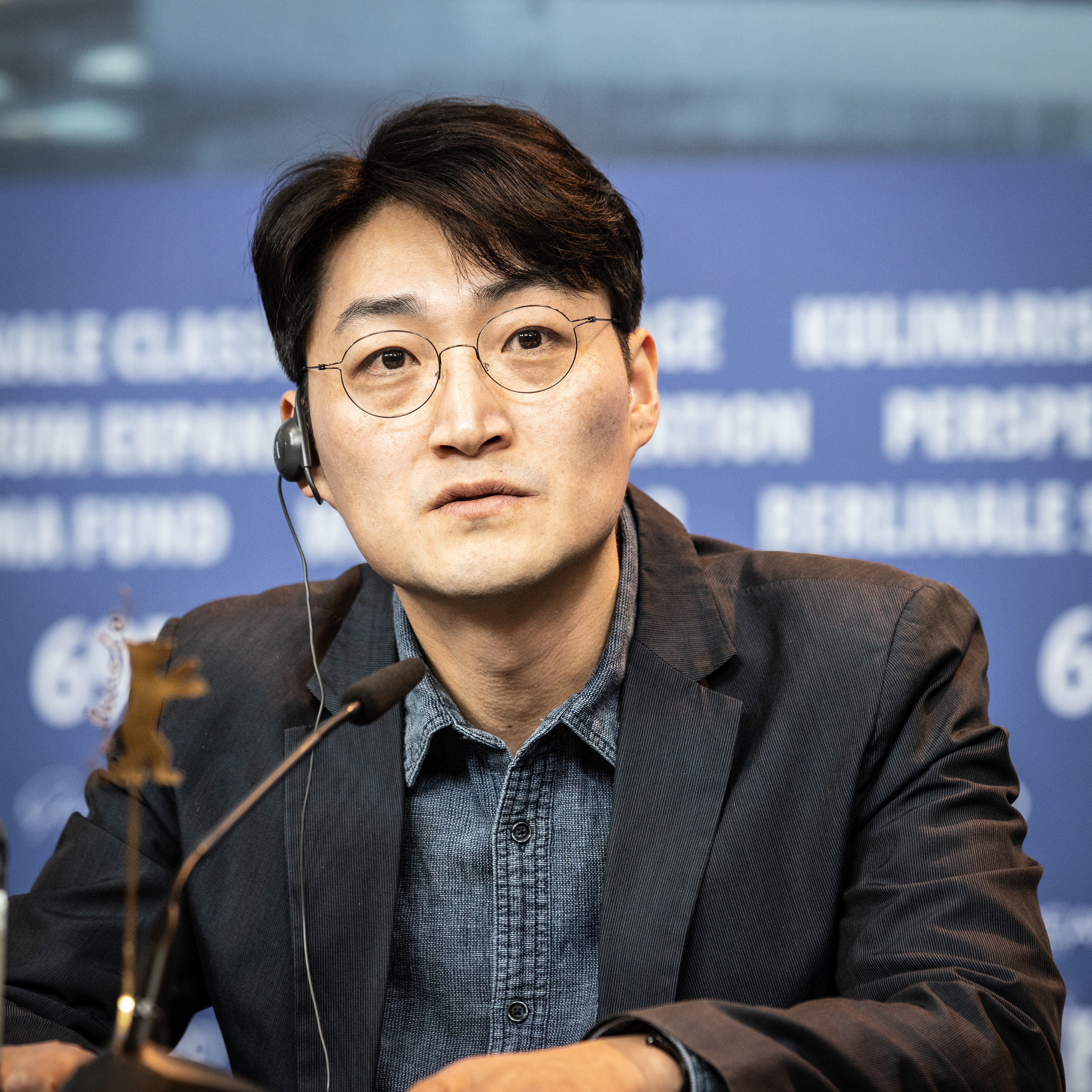
Regisseur Lee Su-jin bei der Pressekonferenz zur Premiere auf der Berlinale 2019
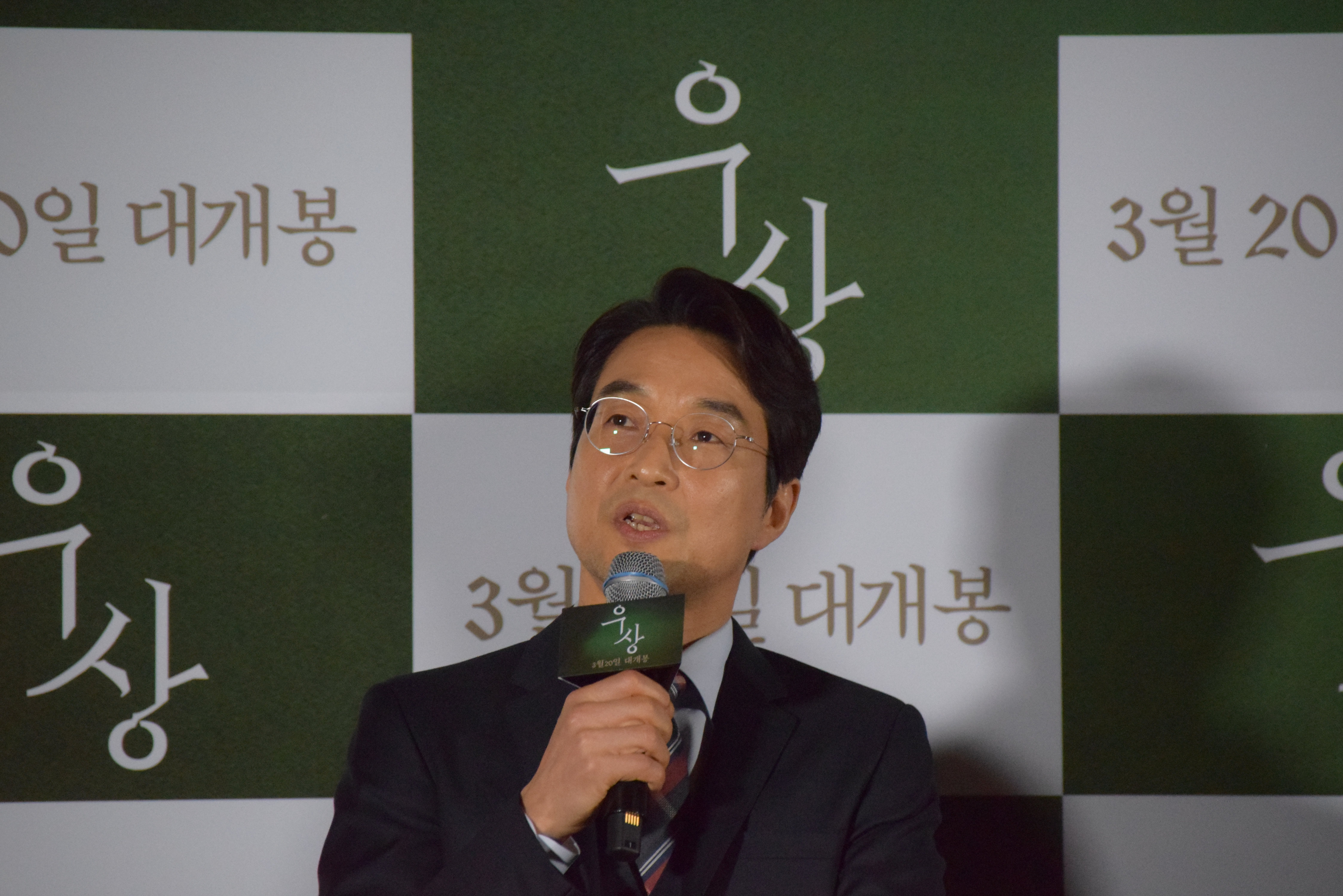
Han Suk-kyu bei einer Vorstellung in Seoul
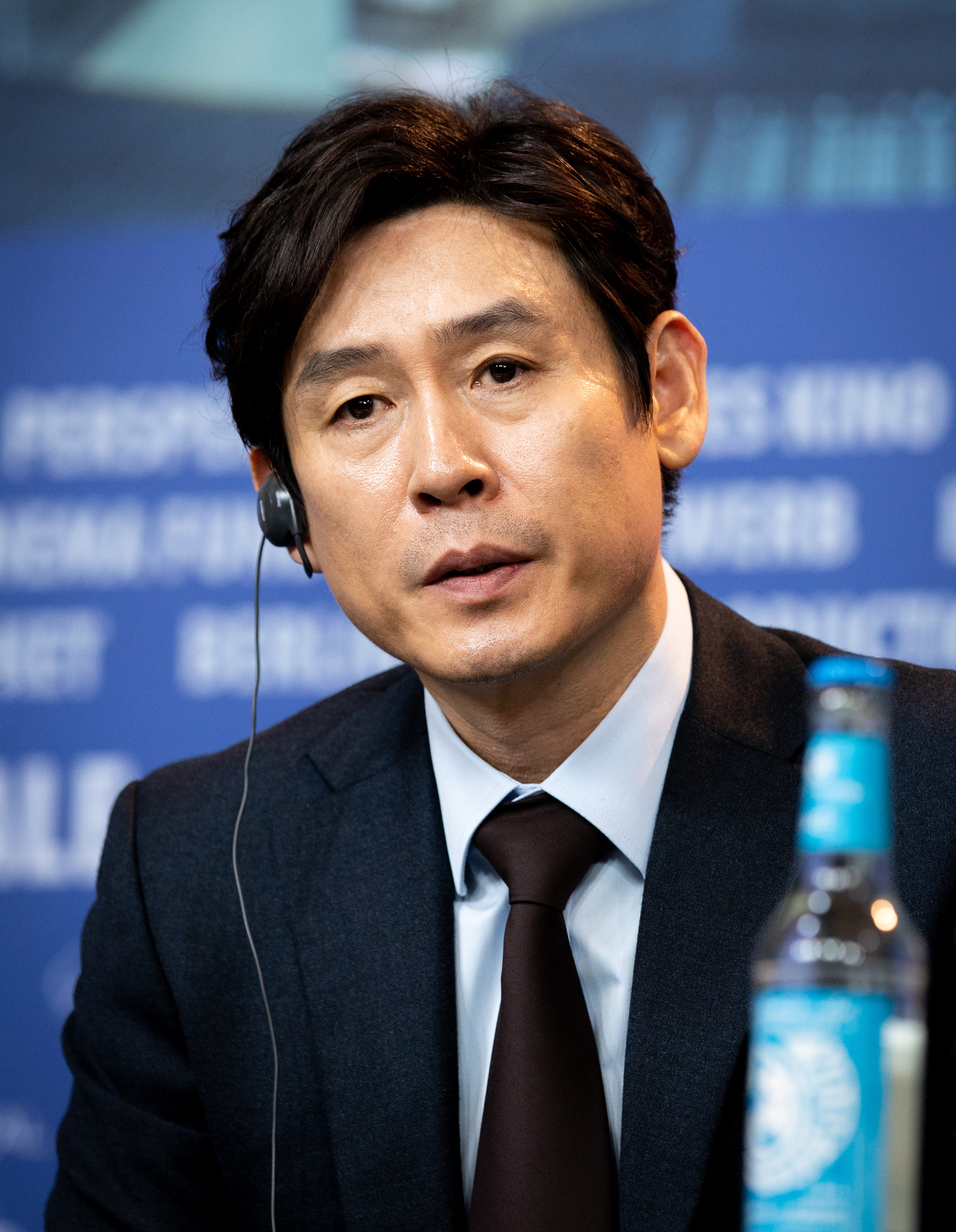
Sol Kyung-gu bei der Pressekonferenz zur Premiere auf der Berlinale 2019
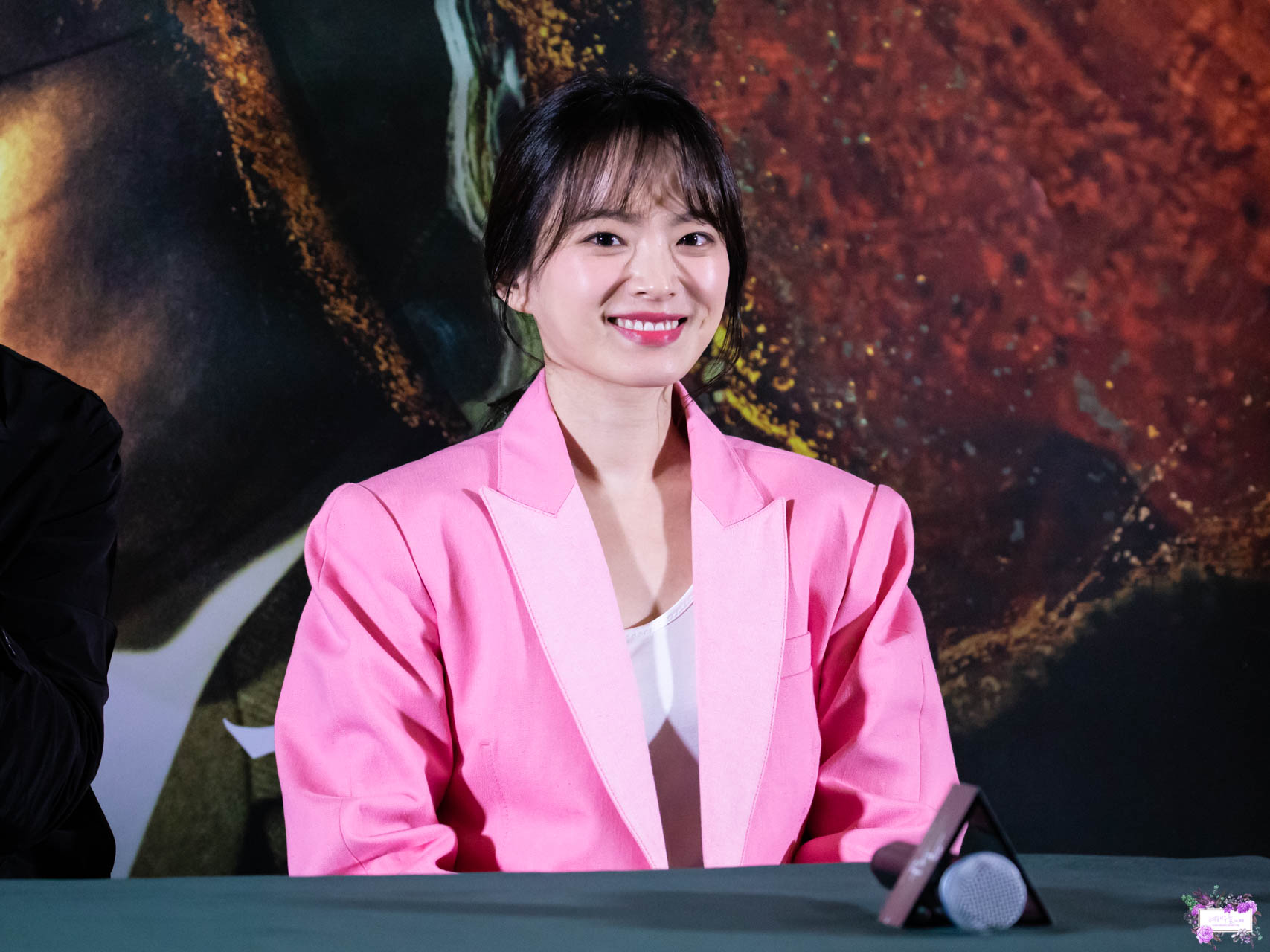
Chun Woo-hee bei einer Vorführung in der COEX Mall in Seoul